# Alexandre Fischer
Pour les articles homonymes, voir Fischer.

a Compétitions nationales et continentales officielles uniquement.

b Matchs officiels uniquement.
Dernière mise à jour le 19 juillet 2025.
Alexandre Fischer, né le 19 janvier 1998 à Chaumont (Haute-Marne), est un joueur international français de rugby à XV évoluant au poste de troisième ligne aile.

## Biographie

### Jeunesse et formation
Né à Chaumont en Haute-Marne, Alexandre Fischer voyage beaucoup durant son enfance en suivant les différentes mutations de son père gendarme. Il pratique plusieurs sports dont quatre années de natation, puis l'athlétisme et du football. Alors que son père est muté à Issoire, il commence la pratique du rugby à XV au sein de l'US Issoire avant de rejoindre le centre de formation de l'ASM Clermont Auvergne.
Pendant le Tournoi des Six Nations des moins de 20 ans 2018, il est sélectionné par l'équipe de France des moins de 20 ans, mais il ne dispute aucune rencontre.

### Un début de carrière prometteur perturbée par les blessures et premières convocations en équipe de France (2018-2021)
Durant l'été 2018, alors que l'ASM Clermont Auvergne est à la recherche d'un troisième ligne aile avec un profil plaqueur-gratteur et qu'il met à l'essai l'international écossais John Hardie, Alexandre Fischer participe à la période de préparation estivale avec le groupe professionnel où il donne satisfaction durant les entraînements ainsi que lors des matches amicaux,,. Ses performances lui permettent de faire sa première apparition en Championnat de France contre le SU Agen lors de la 1re journée de la saison 2018-2019, où il est remplaçant et rentre à la 64e minute. Il enchaîne les matchs de haut niveau au point d'être remplaçant lors du quart de finale de Challenge européen. Il se blesse plus tard contre le Stade toulousain, mettant un terme à sa saison.
Il fait finalement son retour de blessure en novembre 2019 et enchaîne les matchs. En janvier, il est appelé pour la première fois dans le groupe de l'équipe de France pour préparer le Tournoi des Six Nations 2020 à la suite de la prise de fonction du nouveau sélectionneur Fabien Galthié. Blessé, il quitte le groupe après le premier match gagné contre l'Angleterre (24-17), auquel il n'a pas participé. Il ne rejoue plus de la saison.
Au début de la saison 2020-2021, il parvient à disputer six matchs sur les huit premières journées du Top 14 avant de subir sa première commotion cérébrale en novembre, le forçant à se reposer deux mois. Trop juste après son retour de blessure en janvier, il ne figure pas dans le groupe pour le Tournoi des Six Nations 2021. Toutefois, il est au contact de l'équipe, en tant que partenaire d'entraînement. Il réalise sa saison la plus aboutie sous le maillot clermontois en participant à vingt rencontres dont treize en tant que titulaire.

### Des blessures récurrentes (2021-2025)
Durant la saison 2021-2022, Alexandre Fischer subit deux nouvelles commotions cérébrales entre octobre et janvier, puis se blesse également au mollet en avril.
En début de saison suivante, il est perturbé par ce même mollet après la troisième journée, l'empêchant de pratiquer le rugby pendant un mois. Au mois de janvier 2023, son club officialise le renouvellement de son contrat jusqu'en 2025, puis il se blesse aux ischio-jambiers. Il fait son retour fin février face au RC Toulon où il réalise une bonne performance contribuant à la victoire clermontoise. Quelque temps après, il se rompt les deux ligaments croisés, grave blessure au genou qui le rend indisponible pour le reste de l'année.
En début d'année 2024, il subit une rechute au mollet ainsi que quelques complications physiques. Au mois de mars, il est de retour à l'entraînement à haute intensité avec ses coéquipiers. Finalement, début avril, il fait son grand retour sur les terrains, après plus de treize mois d'absence, lors du huitième de finale de Challenge Cup face aux Cheetahs où il est titularisé. Lors de cette rencontre, il réalise une très bonne performance en réalisant trois grattages décisifs en seulement quarante-sept minutes de temps de jeu, il contribue alors au succès des siens 27 à 22 et à la qualification en quart de finale. Il enchaîne deux autres matchs, puis subit une lésion musculaire fin avril. Il effectue son retour sur les terrains en fin de saison mais subit une fracture du larynx peu après son entrée en jeu contre le RC Toulon et est donc forfait pour la dernière journée de Top 14.
En début de saison 2024-2025, il dispute deux rencontres mais subit une commotion cérébrale lors de la deuxième, l'éloignant des terrains pour les deux matchs suivant,. Il enchaîne ensuite les rencontres mais, en décembre, son club annonce ne pas activer son année de contrat optionnelle, son contrat se terminant à l'issue de la saison. En février 2025, il est annoncé qu'il fait le choix de rejoindre l'Aviron bayonnais à partir de la saison 2025-2026, pour un contrat de trois ans. Lors de la dernière journée de Top 14, il dispute l'un de ses meilleurs matchs sous la tunique clermontoise et contribue à la victoire des siens sur la pelouse du Montpellier HR en réalisant huit plaquages et récupérant trois ballons à l'adversaire, permettant au club de se qualifier pour les phases finales pour la première fois depuis 2021. En barrage, l'ASM Clermont est cependant battue par son futur club. Pour sa dernière saison en Auvergne, il réalise sa saison la plus complète en prenant part à 28 rencontres, dont 18 comme titulaire, et inscrivant quatre essais.

### Première cape en équipe de France et nouveau club (depuis 2025)
En juin 2025, il est sélectionné par Fabien Galthié pour jouer avec l'équipe de France A face à l'Angleterre XV,. Après cette première apparition, non officielle, avec le maillot bleu, il est retenu dans le groupe français pour disputer la tournée en Nouvelle-Zélande. Il obtient sa première sélection avec le XV de France lors du premier match de la série, le 5 juillet 2025, et termine meilleur plaqueur de la rencontre avec 20 placages effectués,. Deux semaines plus tard, il prend également part au troisième match de la tournée comme titulaire. Durant la rencontre, il se montre à nouveau très actif en défense, ayant notamment réalisé 21 plaquages en première période avant d'être remplacé, mais son équipe s'incline 29 à 19.

## Style de jeu
Alexandre Fischer est un troisième ligne aile avec un profil plaqueur-gratteur. Il se distingue par son activité sur le terrain, multipliant plaquages et contestes dans les rucks. Il a auparavant évolué au poste de talonneur, mais il n'a pas réussi à assimiler toutes les caractéristiques spécifiques du poste selon lui.

## Statistiques en équipe nationale
Au 19 juillet 2025, Alexandre Fischer compte 2 capes en équipe de France, dont 2 en tant que titulaire, depuis le 5 juillet 2025 contre la Nouvelle-Zélande.
| Année | Compétition | Matchs | Points | Essais |
| ----- | ----------- | ------ | ------ | ------ |
| 2025  | Test matchs | 2      | 0      | 0      |
| Total | Total       | 2      | 0      | 0      |

## Palmarès
- Vainqueur du Championnat de France espoirs en 2018 avec l'ASM Clermont Auvergne.
- Vainqueur du Challenge européen en 2019 avec l'ASM Clermont Auvergne.
- Finaliste du Championnat de France en 2019 avec l'ASM Clermont Auvergne.